# Металургс (футбольний клуб, Лієпая)
«Металу́ргс» (латис. Liepājas Metalurgs) — колишній латвійський футбольний клуб з міста Лієпая. Заснований 1997 року, хоча історія команди сягає 1945 року, дати створення радянського клубу «Даугава» (Лієпая).
Виступав на стадіоні «Даугава» (місткість 5 083). У 2005 році «Металургс» став першою командою, окрім «Сконто», що виграла чемпіонат Латвії з моменту відновлення ліги в 1991 році. Після сезону 2013 року клуб був розпущений через банкрутство єдиного спонсору, металургійного заводу «Лієпаяс Металургс». Клуб замінив ФК «Лієпая», заснований у 2014 році.

## Історія
Історичні назви
- 1945 — «Даугава»
- 1949 — «Сарканайс металургс»
- 1962 — «Звейнієкс»
- 1991 — «Олімпія»
- 1993 — «Лієпая»
- 1995 — «ДАГ Лієпая»
- 1996 — «Балтика»
- 1997 — «Металургс»

### «Даугава» (1945—1949)
Історію клубу можна простежити в 1945 році, коли після приєднання Литви до СРСР в Лієпаї були засновані два радянські футбольні клуби — «Даугава» і «Динамо». При цьому саме «Даугава» фактично може вважатись наступником «Олімпії», семиразового чемпіона незалежної Латвії, оскільки багато її гравців і тренер Карліс Тілс перейшли до цього новоствореного клубу.
У своєму дебютному сезоні «Даугава» стала віце-чемпіоном Латвійської РСР, а вже у наступному 1946 році «Даугава» під керівництвом колишнього захисника «Олімпії» Карліса Тілса та з одним з кращих колишніх гравців «Олімпії» Ернестом Зінгісом в атаці команда здобула титул чемпіона республіки.
«Даугава» знову виграла титул у 1947 році, і до складу команди входив Міервалдіс Дразніекс, який загалом забив 160 голів у латвійській лізі. «Даугава» також виграла Кубок Латвійської РСР в 1946 та 1947 роках.
«Динамо» (Лієпая) не грало у вищій латвійській лізі, однак у 1948 році виграло Кубок Латвійської РСР з майбутнім гравцем «Лієпаї» Жанісом Звіедрісом у складі.

### «Сарканайс металургс» (1949—1961)
У 1949 році «Даугава» та «Динамо» об'єдналися і утворили клуб «Сарканайс металургс» (українською «Червоний металург»), який на наступне десятиліття став найсильнішим клубом латвійської республіканської ліги. У 1949 році клуб виграв і чемпіонат і Кубок Латвійської РСР, а надалі ставав чемпіоном в 1951, 1953, 1954 та з 1956—1958 роках. Він також тричі поспіль виграв Кубок Латвійської РСР з 1953 по 1955 роки. У 1949 команда з Лієпаї встигла засвітитись у Кубку СРСР, де поступились 1:2 «Крилам Рад» (Молотов).
У 1954 році після поразки від «Даугави» (Рига) в матчі за право грати в Радянській лізі був утворений об'єднаний клуб «Даугава-Металургс», до складу якого увійшло шість гравців «Металургс». У 1954 році вони змагалися у II зоні класу Б. У латвійській лізі команду «Металургса» складали переважно резервні команди. Щоправда з 1956 року «Даугава» (Рига) продовжила виступати як самостійна команду у чемпіонатах РСР, а вже у 1960 році «Сарканайс металургс» отримав і своє окреме місце в радянській лізі і продовжував грати там під різними іменами до 1990 року.
10 квітня 1960 «Сарканайс металургс» дебютував в чемпіонаті СРСР (1 зона союзних республік класу «Б»).

### «Звейнієкс» (1962—1989)
У сезоні 1961 роки команда називалася «Сільмаш», а перед сезоном 1962 року отримала назву «Звейнієкс» (в перекладі з латиської «Рибак»). Клуб вважався другою командою республіки після «Даугави» (Рига), тому найкращі гравці зазвичай переходили до ризької команди. Натомість гравці «Даугави», яким потрібна була ігрова практика, відправлялись в Лієпаю. Крім того оскільки команда стабільно виступала у Другій лізі чемпіонату СРСР, а не в місцевій лізі, гравці з інших республік Радянського Союзу нерідко приїжджали грати за «Звейнієкс».
У 1980-х роках Володимир Жук тренував «Звейнієкс», виховавши декілька яскравих гравців, серед яких Раймонд Лайзанс, Ілмар Верпаковскіс, Владімір Бабічевс та Айнарс Ліндардс.

### «Олімпія» (1990—1993)
Перед сезоном 1990 року команда змінила свою назву на «Олімпія», на честь історичної однойменної команди, а на початку 1991 року, після того, як Латвія відновила незалежність, вона відмовилася від участі в чемпіонаті СРСР і посіла третє місце в чемпіонаті Латвії 1991 року.
Перші сезони в чемпіонатах незалежної Латвії були складними для «Олімпії», оскільки результати погіршувались з року в рік — 6, 7 та 11 місце..

### «Лієпая» (1994)
У 1994 році клуб був перейменований на ФК «Лієпая», але зіграв лише один сезон з цією назвою.

### «ДАГ Лієпая» (1995—1996)
У 1995 році «Лієпая» об'єдналась з клубом ДАГ (Рига), утворивши команду «ДАГ Лієпая». Клуб досяг фіналу Кубка Латвії 1995 року, де програв 0:3 «Сконто». У латвійській лізі клуб закінчив на 8 місці з десяти клубів у 1996 році.

### «Балтика» (1996—1997)
У 1996 році клуб знову змінив власників і отримав назву «Балтика». У 1996 році дебютував за клуб Маріс Верпаковскіс, син Ілмара Верпаковскіса та майбутнього гравця збірної Латвії. Згодом через фінансові проблеми на прохання ФК «Балтика» до діяльності клубу підключився завод «Ліепаяс Металургс». Протягом нетривалого часу клуб називався «Балтика-Металургс». І, нарешті в червні 1997 року АТ «Ліепаяс Металургс» перейняло клуб в своє відання.

### «Металургс» (1997—2013)
У 1998 році команда, керована Юрієм Попковим вийшла в фінал Кубка Латвії і посіла друге місце в чемпіонаті Латвії. Вперше на лієпайському стадіоні «Даугава» був зіграний матч в рамках одного з єврокубків, «Металург» в рамках Кубка володарів кубків приймав ісландський «Кеплавік» і під проливним дощем здобув перемогу. Після подолання ісландського бар'єру в грі з португальською «Брагою» «Металург» вдома зіграв внічию і програв в гостях 0:4. У чемпіонаті Латвії команда посіла друге місце.
1999 року клуб продовжував грати на тому ж рівні, що і в попередньому сезоні, лише в самому кінці сезону, в боротьбі за титул чемпіона Латвії, пропустив вперед «Сконто». Вирішальна битва відбулася в Ризі, в ній лієпайчанам була необхідна тільки перемога, в разі неї, вони б зрівнялися за очками з рижанами. В цьому ж році відбувся дебют клубу в Кубку УЄФА, де команда програла польському «Леху».
2000 року «Металург» посів 3 місце і відстав від чемпіона «Сконто» на 20 очок. Юрій Попков був змушений покинути пост головного тренера. Клуб уклав п'ятирічну угоду про співпрацю з московським «Спартаком». У Кубку УЄФА клуб поступився норвезькому «Бранну».

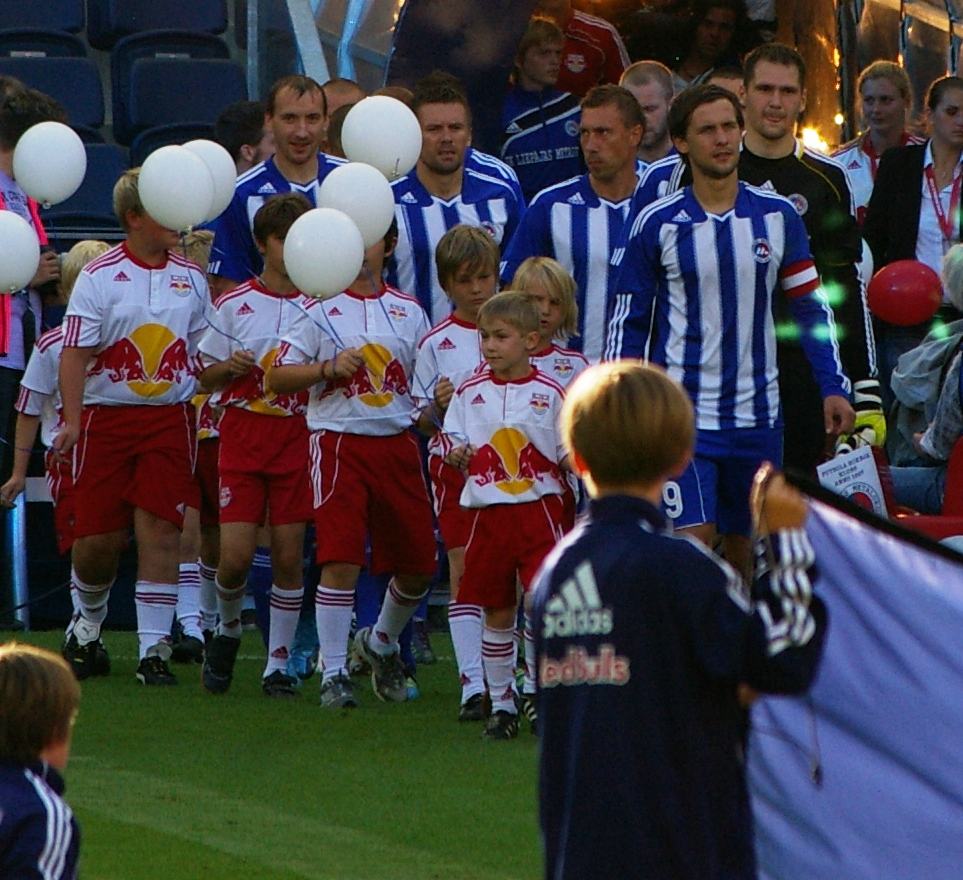
Матч «Металургса» проти «Ред Булл» (Зальцбург) у Лізі Європи. 2011 рік.

2001 року в рамках співпраці в команді з'явився ряд гравців з Москви, а також новий головний тренер — Анатолій Шелест. У клуб прибули такі гравці, як Тарас Шелест («Спартак-Чукотка», фарм-клуб московського «Спартака»), Олександр Павленко («Спартак»), Олександр Катасонов («Спартак-Чукотка», «Сатурн»), Сергій Скобляков (вихованець «Спартака»), Михайло Соловйов (ЦСКА, «Торпедо») і олімпійський чемпіон 1988 року Володимир Татарчук. Команда до червня вийшла в лідери чемпіонату, вперше програла в Вентспілсі. Далі була друга поразка від того ж «Вентспілса» вдома в присутності 3500 глядачів. У Кубку Інтертото «Металургс» вибив ірландський «Корк Сіті» і вдома переміг нідерландський «Геренвен». У липні в матчі зі «Сконто» «Металург» здобув перемогу з рахунком 4:2, програвши перший тайм 0:2. Восени у команди почався спад. Перед останнім туром лідери підійшли з наступним очковим багажем: ФК «Вентспілс» — 67 очок, «Сконто» — 65, «Металург» — 64. Лієпайські футболісти приймали вдома «Сконто», а «Вентспілс» грав в Даугавпілсі. Вентспілсчани програли 0:1 і дали шанс лієпайчанам на перше чемпіонство, але «Металург» поступився 1:2 і став лише третім.
Перед початком 2002 року новим тренером став Володимир Муханов. В команду прийшло велике число нових футболістів — Орловський, Рябінін, Пучинський, Бурлаков, Марішин, Селезньов і Бобров. Всі ці гравці і тренер були відраховані після нічиї з «Валмієрою». На пост головного тренера був призначений Віктор Лукін, який до цього тренував команду дублерів. У зв'язку з цим багато місцевої молоді гравці отримали можливість грати в першій команді. Латвійському футболу відкрилися такі футболісти, як Клява і Іванов. З легіонерів в клубі залишилися Атманавічюс і Катасонов, а також Павленко. «Металург» в Кубку УЄФА зазнав першої поразки в єврокубку на домашній арені — від австрійського «Кернтена». У чемпіонаті була виграна боротьба за 3 сходинку з «Дінабургом».
2003 року керівництво залишило на посаді тренера Віктора Лукіна, в результаті зберігся кістяк команди, який був посилений Едійсом Даниловимом і декількома легіонерами. «Металург» знову боровся до самого кінця сезону на рівних зі «Сконто», але вкотре невдало, задовільнившись лише сріблом.
2004 року керівництво клубу вирішило запросити досвідченого литовського фахівця Беньямінас Зелькявічюс. Стартове коло у клубу не пішло, конкуренти «Сконто» і «Вентспілс» втекли вперед. Влітку збірна країни вперше брала участь в чемпіонаті Європи. Під час паузи Зелькявічюс змінив команду, і «Металург» став здобувати одну перемогу за іншою. Вперше його футболісти зуміли обіграти «Сконто» в Ризі, а також здобути перемоги у всіх 7 матчах кола. Доля золотих медалей чемпіонату мала вирішитися в очній зустрічі зі «Сконто» в Лієпаї за два тури до кінця чемпіонату. При рівності очок «Металург» мав би перевагу за особистими зустрічами. Після першого тайму «Металург» вів 2:0, «Сконто» протягом однієї хвилини рахунок зрівняв, а потім вийшов вперед. В кінці матчу в ворота «Сконто» був призначений пенальті, який не забив Геннадій Солоніцин, в результаті команда отримала чергове срібло.
У 2005 році «Металургс» нарешті став чемпіоном Латвії і завоював перший титул для Лієпаї з 1930-х років, а вже у 2006 році «Металургс» виграв і свій перший Кубок Латвії. Наступний титул чемпіона був здобутий командою у 2009 році.
Після сезону 2013 року клуб був розпущений через банкрутство єдиного спонсора, металургійного заводу Liepājas Metalurgs. Були проведені переговори з потенційними інвесторами про порятунок клубу, але через відсутність відповідних варіантів було прийнято рішення про припинення його існування. Клуб замінив ФК «Лієпая», заснований у 2014 році.

## Досягнення

### СРСР
- Чемпіон Латвійської РСР (7): 1949, 1951, 1953, 1954, 1956, 1957, 1958.
- Срібний призер чемпіонату Латвійської РСР (3): 1950, 1952, 1959.
- Володар Кубка Латвійської РСР (4): 1949, 1953, 1954, 1955.
- Володар Кубка Латвійської РСР (4): 1950, 1951, 1952, 1957

### Латвія
- Чемпіон Латвії: 2005, 2009
- Срібний призер чемпіонату Латвії: 1998, 1999, 2003, 2004, 2006, 2007, 2008, 2011
- Бронзовий призёр чемпіонату Латвії: 2000, 2001, 2002, 2010
- Володар Кубка Латвії: 2006
- Чемпіон Балтійської ліги: 2007

## Статистика

### Чемпіонат і Кубок Латвійської РСР (1949—1959)
| Ліга     | Сезон | Місце | І  | В  | Н | П | Голи   | О  |  | Кубок    |
| -------- | ----- | ----- | -- | -- | - | - | ------ | -- |  | -------- |
| Клас «А» | 1949  | 1     | 22 | 22 | 0 | 0 | 121‒9  | 44 |  | Володар  |
| Клас «А» | 1950  | 2     | 32 | 27 | 3 | 2 | 122‒18 | 57 |  | Фіналіст |
| Клас «А» | 1951  | 1     | 5  | 4  | 1 | 0 | 16‒2   | 9  |  | Фіналіст |
| Клас «А» | 1952  | 2     | 20 | 17 | 2 | 1 | 56‒11  | 36 |  | Фіналіст |
| Клас «А» | 1953  | 1     | 12 | 10 | 1 | 1 | 38‒3   | 21 |  | Володар  |
| Клас «А» | 1954  | 1     | 18 | 18 | 0 | 0 | 76‒6   | 36 |  | Володар  |
| Клас «А» | 1955  | 5     | 18 | 9  | 3 | 6 | 25‒15  | 21 |  | Володар  |
| Клас «А» | 1956  | 1     | 26 | 24 | 2 | 0 | 82‒13  | 50 |  |          |
| Клас «А» | 1957  | 1     | 18 | 12 | 5 | 1 | 32‒12  | 29 |  | Фіналіст |
| Клас «А» | 1958  | 1     | 18 | 11 | 6 | 1 | 35‒10  | 28 |  |          |
| Клас «А» | 1959  | 2     | 18 | 13 | 2 | 3 | 42‒18  | 28 |  |          |

### Чемпіонат і Кубок СРСР (1960—1990)
| Ліга                               | Сезон | Місце | І  | В  | Н  | П  | Голи  | О  |  | Кубок                |
| ---------------------------------- | ----- | ----- | -- | -- | -- | -- | ----- | -- |  | -------------------- |
| 1 зона союзних республік класу «Б» | 1960  | 8     | 30 | 13 | 4  | 13 | 40‒41 | 30 |  | —                    |
| 1 зона союзних республік класу «Б» | 1961  | 16    | 30 | 6  | 8  | 16 | 31‒48 | 20 |  | Зональний етап (Ф)   |
| 1 зона союзних республік класу «Б» | 1962  | 11    | 32 | 6  | 18 | 8  | 29‒31 | 30 |  | Зональний етап (1/4) |
| 1 зона союзних республік класу «Б» | 1963  | 7     |    |    |    |    |       |    |  | Зональний етап (1/8) |
| 1 зона РРФСР класу «Б»             | 1964  | 13    |    |    |    |    |       |    |  | Зональний етап (1/4) |
| 1 зона РРФСР класу «Б»             | 1965  | 16    |    |    |    |    |       |    |  | —                    |
| 1 зона РРФСР класу «Б»             | 1966  | 12    |    |    |    |    |       |    |  | Зональний етап (1/4) |
| 1 зона РРФСР класу «Б»             | 1967  | 15    |    |    |    |    |       |    |  | Зональний етап (1/8) |
| 1 зона РРФСР класу «Б»             | 1968  | 17    |    |    |    |    |       |    |  | Зональний етап (1/4) |
| 1 зона РРФСР класу «Б»             | 1969  | 10    | 32 |    |    |    | 37‒31 | 33 |  |                      |
| 1 зона класу «Б»                   | 1970  | 9     |    |    |    |    |       |    |  |                      |
| 2 зона другої ліги                 | 1971  | 19    |    |    |    |    |       |    |  |                      |
| 2 зона другої ліги                 | 1972  | 13    |    |    |    |    |       |    |  |                      |
| 2 зона другої ліги                 | 1973  | 10    |    |    |    |    |       |    |  |                      |
| 2 зона другої ліги                 | 1974  | 16    |    |    |    |    |       |    |  |                      |
| 2 зона другої ліги                 | 1975  | 15    |    |    |    |    |       |    |  |                      |
| 1 зона другої ліги                 | 1976  | 16    |    |    |    |    |       |    |  |                      |
| 1 зона другої ліги                 | 1977  | 18    |    |    |    |    |       |    |  |                      |
| 1 зона другої ліги                 | 1978  | 17    |    |    |    |    |       |    |  |                      |
| 1 зона другої ліги                 | 1979  | 15    |    |    |    |    |       |    |  |                      |
| 8 зона другої ліги                 | 1980  | 8     |    |    |    |    |       |    |  |                      |
| 8 зона другої ліги                 | 1981  | 7     |    |    |    |    |       |    |  |                      |
| 5 зона другої ліги                 | 1982  | 10    |    |    |    |    |       |    |  |                      |
| 5 зона другої ліги                 | 1983  | 11    |    |    |    |    |       |    |  |                      |
| 5 зона другої ліги                 | 1984  | 12    |    |    |    |    |       |    |  |                      |
| 5 зона другої ліги                 | 1985  | 13    |    |    |    |    |       |    |  |                      |
| 5 зона другої ліги                 | 1986  | 11    |    |    |    |    |       |    |  |                      |
| 5 зона другої ліги                 | 1987  | 13    | 34 | 8  | 11 | 15 | 32‒39 | 27 |  |                      |
| 5 зона другої ліги                 | 1988  | 7     |    |    |    |    |       |    |  |                      |
| 5 зона другої ліги                 | 1989  | 19    |    |    |    |    |       |    |  |                      |
| 5 зона другої нижчої ліги          | 1990  | 7     | 32 | 14 | 9  | 9  | 36‒37 | 37 |  |                      |

### Чемпіонат і Кубок Латвії (1991—2013)
| Сезон | Ліга      | Місце | І  | В  | Н  | П  | Голи   | О  |  | Кубок       |
| ----- | --------- | ----- | -- | -- | -- | -- | ------ | -- |  | ----------- |
| 1991  | Класс «А» | 3     | 18 | 10 | 5  | 3  | 34‒13  | 25 |  | 1/2 фіналу  |
| 1992  | Вища ліга | 6     | 22 | 10 | 5  | 7  | 33‒25  | 25 |  | 1/2 фіналу  |
| 1993  | Вища ліга | 7     | 18 | 3  | 6  | 9  | 24‒46  | 12 |  | 1/4 фіналу  |
| 1994  | Вища ліга | 11    | 22 | 2  | 5  | 15 | 16‒46  | 9  |  | 1/16 фіналу |
| 1995  | Вища ліга | 8     | 24 | 7  | 7  | 10 | 26‒34  | 28 |  | Фіналіст    |
| 1996  | Вища ліга | 5     | 28 | 11 | 5  | 12 | 32‒44  | 38 |  | 1/4 фіналу  |
| 1997  | Вища ліга | 5     | 24 | 9  | 4  | 11 | 27‒32  | 31 |  | 1/4 фіналу  |
| 1998  | Вища ліга | 2     | 28 | 17 | 6  | 5  | 62‒25  | 57 |  | Фіналіст    |
| 1999  | Вища ліга | 2     | 28 | 19 | 3  | 6  | 73‒25  | 60 |  | 1/2 фіналу  |
| 2000  | Вища ліга | 3     | 28 | 16 | 7  | 5  | 51‒25  | 55 |  | Фіналіст    |
| 2001  | Вища ліга | 3     | 28 | 20 | 4  | 4  | 60‒24  | 64 |  | 1/2 фіналу  |
| 2002  | Вища ліга | 3     | 28 | 15 | 6  | 7  | 56‒31  | 51 |  | Фіналіст    |
| 2003  | Вища ліга | 2     | 28 | 22 | 2  | 4  | 100‒29 | 68 |  | 1/4 фіналу  |
| 2004  | Вища ліга | 2     | 28 | 21 | 3  | 4  | 85‒27  | 66 |  | 1/2 фіналу  |
| 2005  | Вища ліга | 1     | 28 | 22 | 5  | 1  | 85‒19  | 71 |  | Фіналіст    |
| 2006  | Вища ліга | 2     | 28 | 18 | 6  | 4  | 66‒20  | 60 |  | Володар     |
| 2007  | Вища ліга | 2     | 28 | 18 | 4  | 6  | 42‒21  | 58 |  | 1/4 фіналу  |
| 2008  | Вища ліга | 2     | 28 | 14 | 11 | 3  | 48‒25  | 53 |  | 1/4 фіналу  |
| 2009  | Вища ліга | 1     | 32 | 25 | 4  | 3  | 96‒23  | 79 |  | 1/4 фіналу  |
| 2010  | Вища ліга | 3     | 27 | 19 | 4  | 4  | 70‒20  | 61 |  | Фіналіст    |
| 2011  | Вища ліга | 2     | 32 | 22 | 4  | 6  | 72‒26  | 70 |  | Фіналіст    |
| 2012  | Вища ліга | 4     | 36 | 21 | 7  | 8  | 60‒33  | 70 |  | Фіналіст    |
| 2013  | Вища ліга | 5     | 27 | 11 | 7  | 9  | 54‒35  | 40 |  | 1/4 фіналу  |

### Виступи в єврокубках
| Сезон   | Змагання               | Раунд | Країна            | Клуб               | Вдома | На виїзді | Загалом     |
| ------- | ---------------------- | ----- | ----------------- | ------------------ | ----- | --------- | ----------- |
| 1998/99 | Кубок володарів кубків | 1Р    | Ісландія          | Кеплавік           | 4–2   | 0–1       | 4–3         |
|         |                        | 2Р    | Португалія        | Брага              | 0–0   | 0–4       | 0–4         |
| 1999/00 | Кубок УЄФА             | КР    | Польща            | Лех                | 3–2   | 1–3       | 4–5         |
| 2000/01 | Кубок УЄФА             | КР    | Норвегія          | Бранн              | 1–1   | 0–1       | 1–2         |
| 2001    | Кубок Інтертото        | 1Р    | Ірландія          | Корк Сіті          | 1–0   | 2–1       | 3–1         |
|         |                        | 2Р    | Нідерланди        | Геренвен           | 3–2   | 1–6       | 4–8         |
| 2002/03 | Кубок УЄФА             | QP    | Австрія           | Кернтен            | 0–2   | 2–4       | 2–6         |
| 2003/04 | Кубок УЄФА             | КР    | Румунія           | Динамо Бухарест    | 1–1   | 2–5       | 3–6         |
| 2004/05 | Кубок УЄФА             | 1КР   | Фарерські острови | Б36 Торсгавн       | 8–1   | 3–1       | 11–2        |
|         |                        | 2КР   | Швеція            | Естерс             | 1–1   | 2–2       | 3–3 (г)     |
|         |                        | 1Р    | Німеччина         | Шальке 04          | 0–4   | 1–5       | 1–9         |
| 2005/06 | Кубок УЄФА             | 1КР   | Фарерські острови | Рунавік            | 3–0   | 3–0       | 6–0         |
|         |                        | 2КР   | Бельгія           | Генк               | 2–3   | 0–3       | 2–6         |
| 2006/07 | Ліга чемпіонів         | 1КР   | Казахстан         | Актобе             | 1–0   | 1–1       | 2–1         |
|         |                        | 2КР   | Україна           | Динамо Київ        | 1–4   | 0–4       | 1–8         |
| 2007/08 | Кубок УЄФА             | 1КР   | Білорусь          | Динамо-Берестя     | 1–1   | 2–1       | 3–2         |
|         |                        | 2КР   | Швеція            | АІК                | 3–2   | 0–2       | 3–4         |
| 2008/09 | Кубок УЄФА             | 1КР   | Північна Ірландія | Гленторан          | 2–0   | 1–1       | 3–1         |
|         |                        | 2КР   | Румунія           | Васлуй             | 0–2   | 1–3       | 1–5         |
| 2009/10 | Ліга Європи            | 2КР   | Грузія            | Динамо Тбілісі     | 2–1   | 1–3       | 3–4         |
| 2010/11 | Ліга чемпіонів         | 2КР   | Чехія             | Спарта Прага       | 0–3   | 0–2       | 0–5         |
| 2011/12 | Ліга Європи            | 2КР   | Австрія           | Ред Булл Зальцбург | 1–4   | 0–0       | 1–4         |
| 2012/13 | Ліга Європи            | 1КР   | Сан-Марино        | Ла Фіоріта         | 4–0   | 2–0       | 6–0         |
|         |                        | 2КР   | Польща            | Легія              | 2–2   | 1–5       | 3–7         |
| 2013/14 | Ліга Європи            | 1КР   | Уельс             | Престатін Таун     | 1–2   | 2–1       | 3–3 (3–4 п) |

## Головні тренери
- Агріс Буш (1949—1952)
- Ернест Зінгіс (1953—1954)
- Афанасій Птічкін (1954—1960)
- Хардій Блум (1961)
- Лев Корчебоков (1962—1963)
- Афанасій Птічкін (1964—1965)
- Лев Корчебоков (1966—1967)
- Борис Грапс (1967—1968)
- Раймонд Дамбіс (1969—1970)
- Зігфрід Дрікіс (1971)
- Афанасій Птічкін (1971—1975)
- Володимир Давидов (1976—1978)
- Борис Рейнгольд (1978—1980)
- Валентин Обривін (1981—1982)
- Едуард Власов (1983—1984)
- Володимир Жук (1985—1988)
- Яніс Межецький (1989—1990)
- Айварс Свейліс (1991)
- Яніс Зунтнерс (1991)
- Олександр Юренко (1992)
- Яніс Зунтнерс (1993—1994)
- Едуард Саф'янов (1994)
- Ілмар Верпаковскіс (1994)
- Віктор Нестеренко (1995)
- Володимир Жук (1996)
- Шендеріс Гіршовичюс (1996)
- Яніс Гіліс (1997)
- Яніс Інтенберг (1997 — в. о.)
- Юрійс Попковс (1998—2000)
- Анатолій Шелест (2000—2001)
- Володимир Муханов (2002)
- Віктор Лукін (2002—2003)
- Беньямінас Зелькявічюс (2004—2007)
- Юрійс Андреєвс (2008)
- Владімірс Осіповс (2008 — в. о.)
- Рюдигер Абрамчик (2008—2010)
- Владімірс Осіповс (2011—2012)
- Дмітрійс Калашніковс (2012 — в. о.)
- Яніс Інтенберг (2012—2014)

## Жіноча команда
Жіноча команда грала у вищій лізі Латвії та вигравала чемпіонат у 2010 та 2012 роках. Вона представляла Латвію в жіночій Лізі чемпіонів УЄФА 2011/12, ставши першою литовською командою, що зіграла у тому турнірі.